# Susana Malcorra
Susana Mabel Malcorra (sinh ngày 18 tháng 11 năm 1954 tại Rosario, Santa Fe) là một kỹ sư điện người Argentina, từng là bộ trưởng ngoại giao của Argentina từ năm 2015 đến 2017. Bà được Tổng thống Mauricio Macri công bố cho vị trí này vào ngày 24 tháng 11 năm 2015. Trước đó, bà là Chủ tịch Nội các tại Văn phòng Điều hành tại Liên Hợp Quốc, do Tổng thư ký Liên Hợp Quốc Ban Ki-moon bổ nhiệm vào tháng 3 năm 2012.
Khi biết về việc bổ nhiệm Malcorra ở Argentina, Tổng thư ký Liên Hợp Quốc Ban Ki-moon đã chúc mừng bà, nói thêm rằng: "Bà Malcorra đã phục vụ Liên Hợp Quốc rất đặc biệt. [... ] Tôi biết từ những cuộc trò chuyện của mình với các nhà lãnh đạo thế giới và xã hội dân sự rằng bà Malcorra rất được kính trọng trên toàn thế giới. " 
Vào ngày 29 tháng 5 năm 2017, Malcorra tuyên bố từ chức vị trí ngoại trưởng để chuyển đến Madrid để gần gũi hơn với gia đình và được Jorge Faurie, đại sứ Argentina tại Pháp kế nhiệm vào ngày 12 tháng 6 

## Tuổi thơ và giáo dục
Susana Mabel Malcorra sinh ra ở Rosario, thuộc tỉnh Santa Fe. Bà tốt nghiệp kỹ sư điện của Đại học Rosario. Từ năm 1979 đến năm 1993, bà làm việc tại IBM, năm đó cô gia nhập Viễn thông Argentina, nơi cô sẽ trở thành tổng thống. Ngoài tiếng Tây Ban Nha bản địa của mình, bà cũng nói, với mức độ trôi chảy khác nhau, tiếng Anh, tiếng Bồ Đào Nha và tiếng Pháp.

## Nghề nghiệp

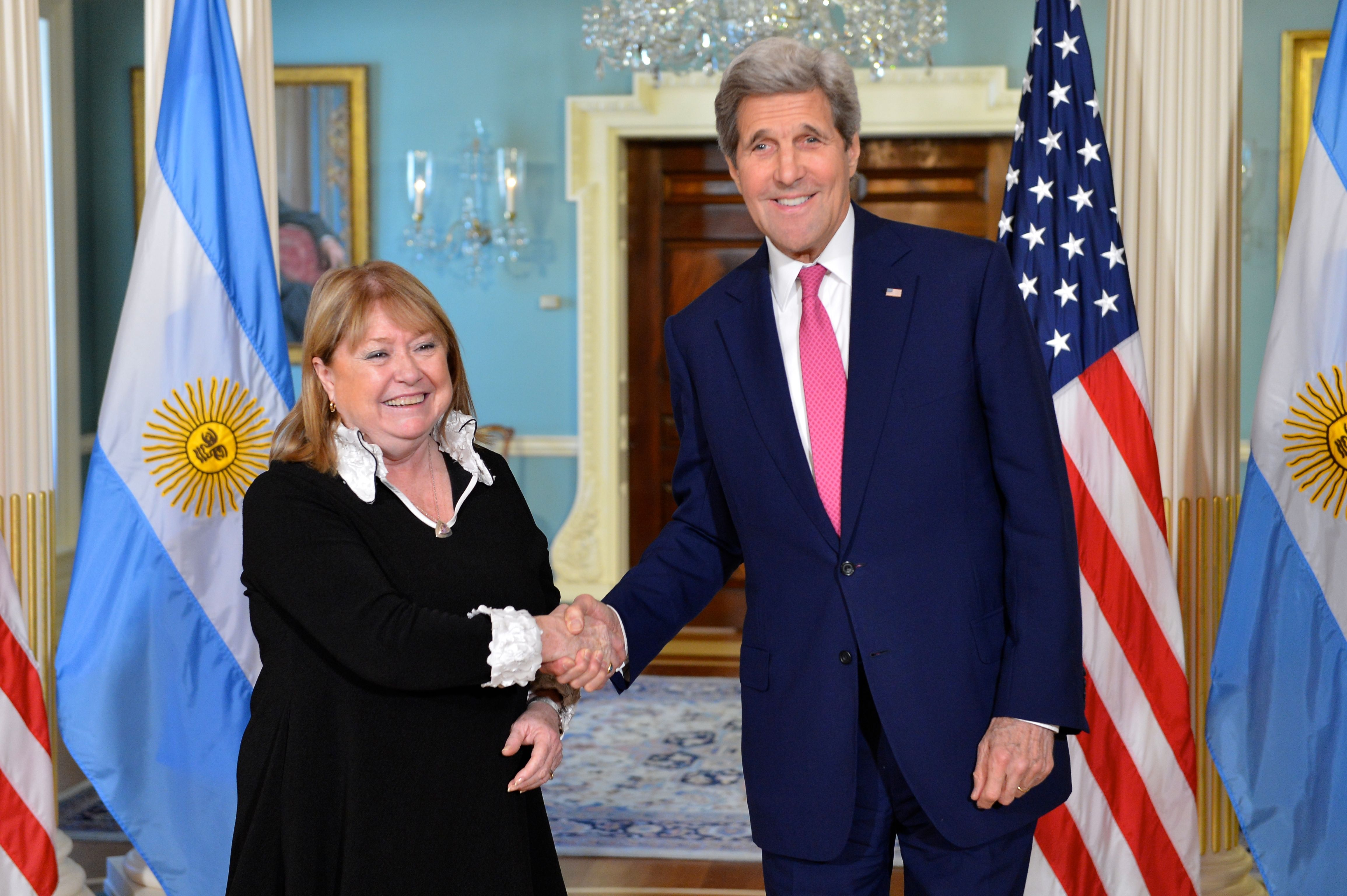
Malcorra với Ngoại trưởng Hoa Kỳ, John Kerry, tại Washington, DC, tháng 3 năm 2016

Malcorra từng là Tổng thư ký Liên Hợp Quốc về Hỗ trợ thực địa. Bà được Tổng thư ký Ban Ki-moon bổ nhiệm vào tháng 3 năm 2008, kế nhiệm Jane Holl Lute. Trước đó, bà từng là giám đốc điều hành và Phó giám đốc điều hành Chương trình lương thực thế giới, nơi cô giám sát các hoạt động khẩn cấp và nhân đạo tại hơn 80 quốc gia. Trong trường hợp khẩn cấp sóng thần vào tháng 12 năm 2004, bà đã lãnh đạo giai đoạn đầu của phản ứng vận hành và tập trung nhân lực, ngân sách, tài chính, thông tin, công nghệ, viễn thông, hành chính và an ninh để đối phó với thảm họa trên.